# Британска национална партия
Британската национална партия (на английски: British National Party) е крайнодясна политическа партия във Великобритания.

## История
Партията е основана през 1982 година. Тя е наследник на Националния фронт, който се отцепва през 80-те години на 20 век. Основателят на партията Джон Киндъл, който не скрива възхищението си от националсоциалистическата идеология. Основен пункт в програмата на организацията е изгонване на всички цветнокожи емигранти от Великобритания. За първи път представител на партията влиза във властта през септември 1993 година, избран в общински съвет на район от източен Лондон. През декември 2001 година БНП печели 3 места на местните избори в Бърнли (Северна Англия).
Председател на партията е 49-годишния Ник Грифин, известен с изказването си, че „не всички имигранти са терористи, но всички терористи са имигранти или техни непосредствени потомци“. По повод на големия скандал с разходите на британски парламентаристи Грифин издига лозунга:„Да накажем свинете!“